# Maalbroek
Maalbroek is een buurtschap tussen Maasniel en Asenray. 
Maalbroek hoorde tot 1959 bij de gemeente Maasniel die in dat jaar door de gemeente Roermond werd geannexeerd.
In Maalbroek bevindt zich een mammoetboom, geplant in 1978.
Deze buurtschap verleent zijn naam tevens aan een grensovergang tussen Nederland en Duitsland. Hier loopt de  Nederlandse N280 over in de Duitse Bundesautobahn 52. De Duitse kant van de grensovergang is vernoemd naar de plaats Elmpt, die 6 kilometer naar het oosten ligt.